# Barbara van Bergen
Barbara van Bergen (* 9. Juni 1978 in Amsterdam) ist eine niederländische Rollstuhlbasketballspielerin und Para-Alpin-Skifahrerin.

## Leben
Barbara van Bergen war eine Leichtathletin, die sich auf den Mehrkampf und den Stabhochsprung konzentrierte. Sie trat auf nationaler Ebene an und zog sich 2006 aus dem Wettbewerb zurück. In diesem Jahr wurde sie auf ihrem Motorrad angefahren, wodurch sie eine Rückenmarksverletzung erlitt. Während ihrer Rehabilitation kam sie mit dem Rollstuhlbasketball in Berührung und kam in diesem Sport ins niederländische Team.

## Karriere

### Rollstuhlbasketball
Barbara van Bergen begann ihre Karriere 2007 mit dem Team der Rotterdam Arrows'81 und spielte 2008 für das niederländische Rollstuhlbasketballteam der Frauen bei den Sommerparalympics 2008 in Peking, wo sie das Viertelfinale erreichten. Drei Jahre später qualifizierte sich das niederländische Rollstuhlbasketballteam für die Sommer-Paralympics 2012 in London. Nachdem sie im Halbfinale verloren hatten, gewannen sie das Match um die Bronzemedaille. Nach Gold bei der Rollstuhl-Basketball-Europameisterschaft der Frauen 2013 in Frankfurt und Bronze bei der Rollstuhl-Basketball-Weltmeisterschaft der Frauen 2014 in Toronto gewann das niederländische Team die Silbermedaille bei der Rollstuhl-Basketball-Europameisterschaft der Frauen 2015 und qualifizierte sich damit für die Sommer-Paralympics 2016 in Rio de Janeiro, wo sie erneut die Bronzemedaille gewannen.

### Para-Ski-Alpin
Van Bergen ist seit 2014 im Para-Alpin-Skifahren sitzend aktiv. Nach den Paralympischen Spielen 2016 konzentrierte sie sich auf diesen Sport. Bei den Alpinen Para-Weltmeisterschaften 2021 in Lillehammer, Norwegen, die 2022 ausgetragen wurden, gewann van Bergen die Silbermedaille in der Abfahrt. Bei den Weltmeisterschaften 2023 in Lleida, Spanien, holte sie Gold in der Abfahrt. Im Dezember 2021 gelang ihr die Qualifikation für die Winter-Paralympics 2022 in Peking. Sie holte einen vierten Platz im Super-G und wurde im Slalom Fünfte.